# Warężanka
Warężanka – rzeka w południowo-wschodniej Polsce i na zachodniej Ukrainie, będąca lewobrzeżnym dopływem Bugu. Powstaje z połączenia kilku cieków płynących z okolic Chłopiatyna i Mycowa. Według mapy dostępnej na geoportalu Głównego Urzędu Geodezji i Kartografii źródło znajduje się pomiędzy Chłopiatynem a Oserdowem. Granicę Polski przekracza w pobliżu Horodyszcza, do Bugu wpada naprzeciw wsi Litowiż. Powierzchnia dorzecza Warężanki wynosi 239 km² (w granicach Polski 157 km²), a jej długość wynosi ok. 37 km. Jej głównym dopływem jest struga Kryniczki. Przez ponad połowę swego biegu przepływa przez teren Ukrainy.

## Miejscowości nad Warężanką
- Myców
- Wyżłów
- Dłużniów
- Winniki
- Chochłów
- Hulcze
- Liwcze
- Horodyszcze
- Kolonia Sulimów
- Waręż
- Mianowice
- Nuśmice
- Uhrynów
- Szychtory
- Piaseczno